# Aleksandrowo (powiat grodziski)
Aleksandrowo – osada leśna w Polsce położona w województwie wielkopolskim, w powiecie grodziskim, w gminie Rakoniewice.
W latach 1975–1998 miejscowość należała administracyjnie do województwa poznańskiego.